# ペプチドホルモン
ペプチドホルモン (peptide hormone) またはペプチド型ホルモンは、血流へ分泌され、内分泌機能を持っているペプチド類である。他のタンパク質のように、細胞の核内のDNAの鋳型から作られるmRNAの鋳型によって、ペプチドホルモンはアミノ酸を組み合わせて作られる。次に、ペプチドホルモン先駆体（プレ・プロホルモン）はいくつかの段階で処理され、通常、小胞体では、N末端シグナル配列の取り外しや時に糖鎖付加が行われて、プロホルモンが結果として出来る。
これらのプロホルモンはしばしば活性型の形状へホルモン分子を直接折り畳むことの指示に必要な余計なアミノ酸残基を含んでいるが、ホルモンが折り畳む機能は持っていない。 それが血流に放出される直前に細胞の中の特定のエンドペプチダーゼはプロホルモンを分割して、分子の成熟したホルモン型を生成する。そして、成熟したペプチドホルモンは血液を通し体の細胞のすべてに拡散、それらの標的細胞の表面で固有の受容体と相互作用する。

## 代表的なペプチドホルモン
- 視床下部・脳下垂体ホルモン
  - バソプレッシン（抗利尿ホルモン）
  - オキシトシン
  - 成長ホルモン
- 膵臓ホルモン
  - インスリン
  - グルカゴン
- 消化器系（胃・十二指腸）ホルモン
  - ガストリン
  - コレシストキニン
  - セクレチン
- 循環器系（心臓）・泌尿器系（腎臓）ほか
- 心房性ナトリウム利尿ペプチド (ANP)(心房性ナトリウム利尿因子(ANF))

多くの神経伝達物質が、ペプチドホルモンと同様に分泌され、放出される。そして、血液に放出されるとホルモンとして機能することに加え、いくつかのペプチドが神経伝達物質として神経系で使用されている可能性がある。